# Rhagium bifasciatum
Rhagium bifasciatum es una especie de escarabajo longicornio del género Rhagium, tribu Rhagiini, familia Cerambycidae. Fue descrita científicamente por Fabricius en 1775.
Se distribuye por Albania, Alemania, Inglaterra, Austria, Bélgica, Bosnia y Herzegovina, Bulgaria, Croacia, Dinamarca, España, Estonia, Francia, Grecia, Hungría, Irlanda, Italia, Lituania, Luxemburgo, Macedonia, Moldavia, Noruega, Países Bajos, Polonia, Portugal, Rumanía, Rusia europea, Eslovaquia, Eslovenia, Suiza, República Checa, Turquía, Ucrania y Yugoslavia. Mide 12-23 milímetros de longitud. El período de vuelo ocurre en los meses de abril, mayo, junio, julio y agosto.